# دين وليامز
دين وليامز (8 ديسمبر 1980 في المملكة المتحدة - ) (بالإنجليزية: Dean Williams)‏ هو لاعب كريكت بريطاني. لعب مع Cumbria County Cricket Club ‏.

## وصلات خارجية
- دين وليامز على موقع إي آس بي آن كريك إنفو (الإنجليزية)